# Son Bieló
|  | Per a altres significats, vegeu «Son Bieló (Santa Maria del Camí)». |

Son Bieló és una possessió de la Marina de Llucmajor, Mallorca, entre les possessions de Son Reiners i Son Etzèbit, aquesta ja dins del terme municipal de Campos. Documentada al segle xvi té 233 quarterades. La costa fou urbanitzada donant lloc a la urbanització de Son Bieló vora la població de s'Estanyol de Migjorn.